# Direction de la météorologie du Chili
Dirección Meteorológica de Chile
La Direction de la météorologie du Chili (DMC) est le service météorologique gouvernemental de ce pays. Il collige et transmet les données météorologiques de base et les prévisions nécessaires au public, à l'aéronautique, à la navigation et à tout autre activité dont le Chili a besoin pour son développement. Le DMC est sous la Direction générale de aéronautique civile et représente le Chili à l'Organisation météorologique mondiale (OMM). Le quartier général de la DMC est situé dans la commune de Estación Central à Santiago et son bâtiment est considéré comme faisant partie du patrimoine culturel de la commune.

## Histoire
Les premières observations météorologiques datent de 1849 quand l'expédition scientifique  de l'astronome J. M. Gills installe un
observatoire astronomique au Cerro Santa Lucía. En 1852, le premier observatoire astronomique et météorologique permanent est inauguré mais déménage en 1857 à la Quinta Normal de Agricultura de Santiago,.
En 1868, le bureau central météorologique du Chili est créé pour coordonner la collecte de données du pays. Le 26 mars 1884, le président Domingo Santa María signe le décret qui institue le réseau de transmissions des données en simultanée par télégraphe créant par le fait même le  Service météorologique national. En 1928, tous les services météorologiques sont unifiés en un seul organisme appelé Office météorologique du Chili (OMC), dépendant du ministère de la Défense,.
En 1968, l'Office passe sous la Direction générale de aéronautique civile (DGAC), prend son nom actuel en 1973. En 2017, la station météorologique de Quinta Normal, qui abrite le siège de la DMC, a été reconnue comme la première station d'observation en continu centenaire en Amérique du Sud par l'OMM.

## Organisation
La DMC gère un réseau de stations météorologiques humaines et automatiques. Elles sont réparties du nord au sud et sont chargées de surveiller les températures et les conditions météorologiques 24 heures sur 24.
Dans tout le pays, la DMC dispose de 4 centres de régionaux (Antofagasta, île de Pâques, Puerto Montt et Punta Arenas) et de 2 centres nationaux (Santiago et Territoire chilien de l'Antarctique) qui sont chargés de la surveillance météorologique, tant en surface qu'en haute altitude, ainsi que du service aux utilisateurs locaux.
Les prévisions aéronautiques sont émises pour les aéroports et aérodromes du Chili, dont :

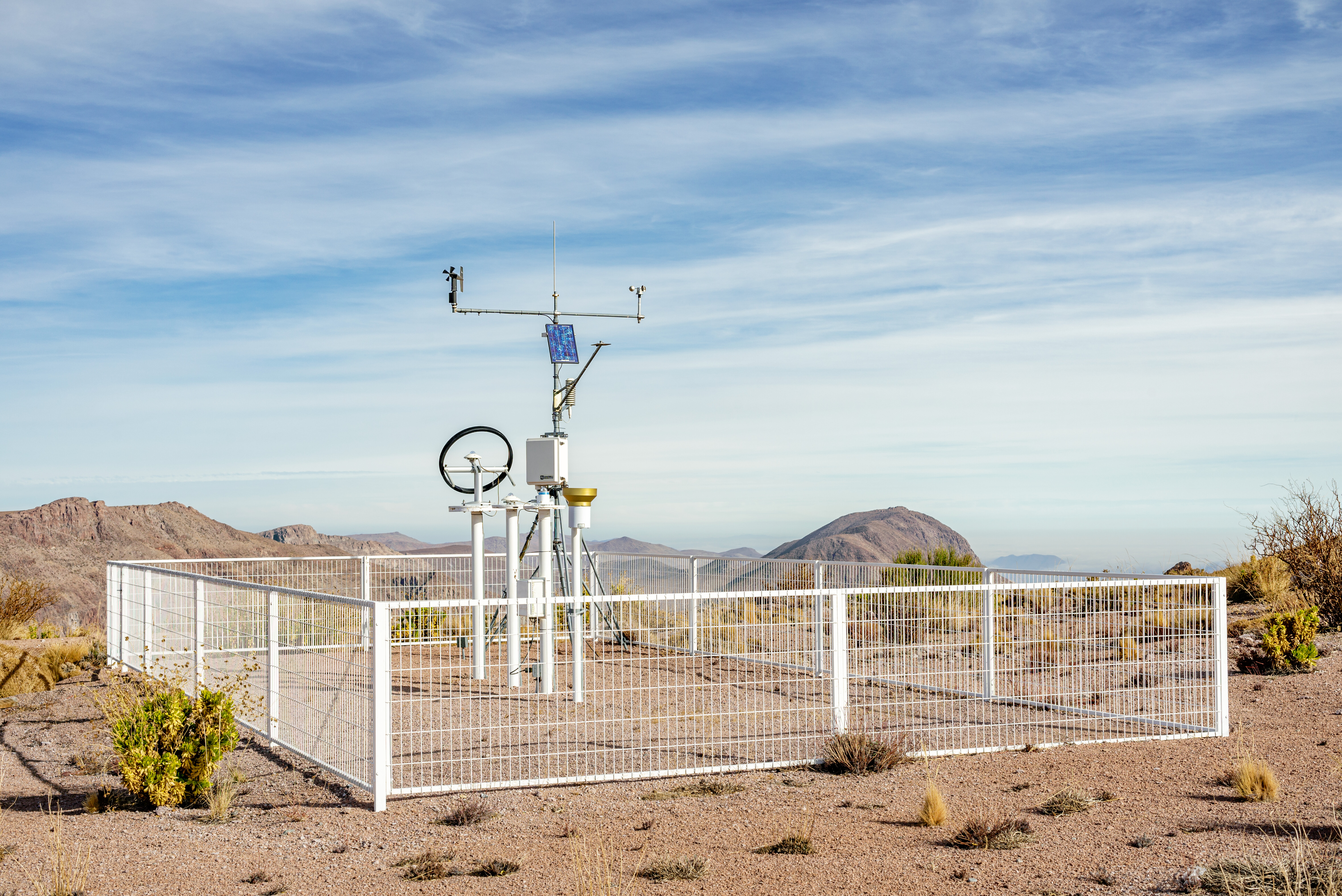
Station automatique à l'Observatoire interaméricain du Cerro Tololo, Chili.

| Ville        | Aéroport                                                  |
| ------------ | --------------------------------------------------------- |
| Arica        | Aéroport d'Arica Chacalluta                               |
| Iquique      | Aéroport d'Iquique                                        |
| Antofagasta  | Aéroport d'Antofagasta                                    |
| Copiapó      | Aéroport du désert de l'Atacama                           |
| La Serena    | Aérodrome de La Florida                                   |
| Santiago     | Aéroport international Arturo-Merino-Benítez              |
| Concepción   | Aéroport international Carriel Sur                        |
| Temuco       | Aéroport international de l'Araucanie                     |
| Valdivia     | Aérodrome de Pichoy                                       |
| Puerto Montt | Aéroport El Tepual de Puerto Montt                        |
| Coyhaique    | Aéroport de Balmaceda                                     |
| Punta Arenas | Aéroport international Presidente Carlos Ibáñez del Campo |

| Site                                | Aéroport/Base                              |
| ----------------------------------- | ------------------------------------------ |
| Archipel Juan Fernández             | Aéroport Robinson Crusoe                   |
| Île de Pâques                       | Aéroport international Mataveri            |
| Territoire chilien de l'Antarctique | Aérodrome du Teniente Rodolfo Marsh Martin |